# 三兵戦術
三兵戦術（さんぺいせんじゅつ　独: Taktik der drei Waffen）は、おおむね16世紀末から19世紀の陸上戦闘において兵科を歩兵・騎兵・砲兵に3区分して運用した戦術のこと。のちの諸兵科連合に通じるものである。

## 概要
16世紀、スペイン軍はスイス傭兵のパイク方陣を改良して導入し、テルシオというパイク兵と銃兵を連携させた隊形を開発して圧倒的な陸軍力を誇り、欧州各国も同国に倣ってこれを導入した。
そして1584年以降、オラニエ公マウリッツがこのテルシオへの対抗策を進め、中央の長槍（パイク）兵の両脇に銃兵（当時はマスケット銃）を置くテルシオより小型な「大隊」を開発し、更に反転行進射撃を生み出した。さらに1597年頃には従来の騎兵部隊に短銃とサーベルで武装し襲撃を主任務とした「竜騎兵」を編入した。その後火砲の研究が進み、マウリッツは1600年頃、後にグスタフ・アドルフにも模倣される規格化され野戦で機動的に運用可能にした3ポンドと6ポンドの野戦砲を導入した。これらを組み合わせることによって三兵戦術の基盤が完成した。
この戦術思想をさらに発展させ実践したのがスウェーデン王グスタフ2世アドルフであり、彼の軍隊の基本隊形にマウリッツが考案した「大隊」が用いられている。しかしグスタフ・アドルフは小銃が軽量化されたため、銃兵を3列横隊に並べて一斉射撃を行わせることで火力を高めることに成功した。さらに騎兵には抜刀突撃（サーベル・チャージ）を行わせ、野戦砲にも軽量な3ポンド砲を多量に採用したため、三兵が非常に密接に援護しあうことが可能となった。そしてパイク兵は17世紀にソケット式の銃剣が導入されるにしたがってその姿を消し、歩兵は全て銃兵となり、火力は更に高まることとなった。
フランス帝国皇帝ナポレオン1世は、これらの軍事技術を生かし、合理化して運用すること（統合運用）に成功。後の戦術思想に大きな影響を残すこととなる。20世紀に入り、機関銃や戦車、航空機など新しい兵器・兵科の出現、そして騎兵の衰退と共に三兵戦術は諸兵科連合へと発展的解消していった。

## 日本への導入
日本では1847年（弘化4年）に高野長英がオランダの兵学書「Taktiek der drie wapens」を翻訳し、『三兵答古知幾（さんぺいタクチーキ）』として紹介している。